# L'Empordà (sardane)
Pour l’article homonyme, voir Empordà (homonymie).
L'Empordà est une sardane d'Enric Morera sur un poème de Joan Maragall qui célèbre la naissance de la plaine de l'Empordà des amours d'un berger des Pyrénées et d'une sirène de la Méditerranée.

## Paroles
| L’EMPORDÀ | L’EMPORDÀ |

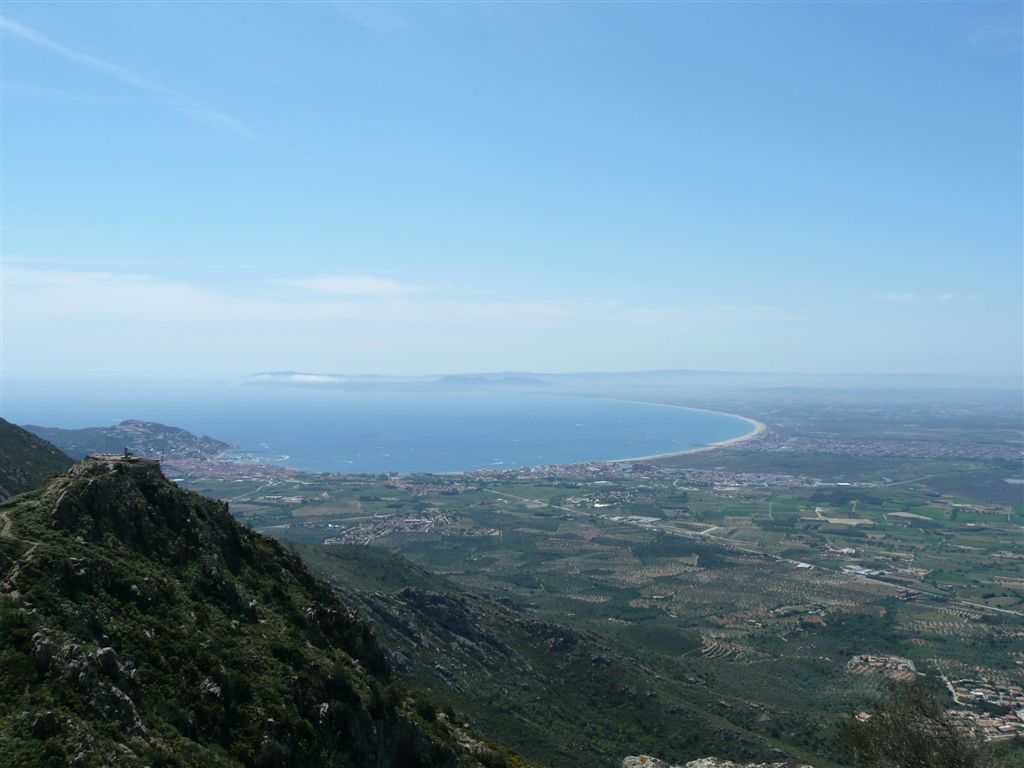
Vue de L'Empordà depuis les Albères au niveau du Golfe de Roses

| Cap a la part del Pirineu, vora els serrats i arran del mar s’obre una plana riallera, n’és l’Empordà ! Digueu, companys, per on hi aneu ? digueu, companys, per on s’hi va ? Tot és camí, tot és drecera, si ens dem la mà ! Salut, salut noble Empordà !, Salut, salut palau del vent ! portem el cor content, i una cançó ! Pels aires s’alçarà, pels cors penetrarà, penyora es-nirà fent de germanor una cançó ! A dalt de la muntanya hi ha un pastor, a dintre de la mar hi ha una sirena. Ell canta al dematí, que el sol hi és bo, ella canta a les nits de lluna plena. Ella canta: « Pastor em fas neguit » Canta el pastor: « Em fas neguit sirena » « Si sabessis el mar com és bonic ! » « Si veiessis la llum de la carena ! » « Si hi baixessis, series mon marit ! » « Si hi pugessis, ma joia fóra plena ! » « Si sabessis el mar com és bonic ! » « Si veiessis la llum de la carena ! » La sirena es feu un xic ençà, un xic ençà el pastor de la muntanya, fins que es trobaren al bell mig del pla, i de l’amor plantaren la cabanya: fou l’Empordà ! | Du côté des Pyrénées , près des montagnes et au bord de la mer s'ouvre une plaine riante c'est l'Empordà Dites, compagnons, par où y allez vous? Dites, compagnons, par où y va-t-on? Tout est chemins, tout est traverses, Si tu me tiens la main. Salut, noble Empordà! Salut, palais du vent! On porte au cœur de la joie et une chanson qui s'élèvera dans les airs, qui pénètrera dans les cœurs, gageons qu'elle nous fera frère. Une chanson! En haut de la montagne il y a un berger Dans la mer, il y a une sirène. Lui chante le matin que le soleil y est beau Elle chante les nuits de pleine lune. Elle chante « berger, tu me fais envie » Lui chante « tu me fais envie, sirène » « Si tu savais comme la mer est belle! » « Si tu voyais la lumière de la crête! » « Si tu descendais, tu serais mon mari! » « Si tu montais, ma joie serait pleine! » « Si tu savais comme la mer est belle! » « Si tu voyais la lumière de la crête! » La sirène fait un pas par là, Et le berger un pas par ici, Jusqu'à ce qu'ils se retrouvent au beau milieu de la plaine, et de l'amour ils plantèrent le décor, Ce fût l'Empordà |